# Giulia Perotti
Giulia Perotti (Vercelli, 29 de agosto de 2009) es una deportista italiana que compite en gimnasia artística.
Ganó una medalla de oro en el Campeonato Europeo de Gimnasia Artística de 2025, en la prueba por equipos. Además, en el Campeonato Mundial de Gimnasia Artística Júnior de 2023 obtuvo la medalla de oro en la prueba de suelo y la de bronce en las barras asimétricas y en el concurso por equipos.

## Palmarés internacional
| Campeonato Europeo | Campeonato Europeo | Campeonato Europeo | Campeonato Europeo   |
| Año                | Lugar              | Medalla            | Prueba               |
| ------------------ | ------------------ | ------------------ | -------------------- |
| 2025               | Leipzig (Alemania) | Medalla de oro     | Concurso por equipos |